# Georges Groine
Georges Groine, né le 19 février 1934 à Clermont-Ferrand et mort le 30 novembre 2022 dans la même ville,, est un pilote camion de rallye-raid et un team manager français. Il est deux fois victorieux au Paris-Dakar en 1982 et 1983.

## Biographie
A l'âge du permis, c’est déjà vers les camions que Georges Groine se tourne. Et puis, après la naissance de Françoise et Bruno, ses enfants, il crée l’entreprise Transports Groine avant de se lier très rapidement avec Mercedes.
Il participe à son premier Dakar au volant d'un camion dès la seconde édition, en 1980, avec son fils et un ami proche. Et puis, le premier transport de pièces sur le rallye pour des clients en 1981, suivi de ses deux victoires et surtout celle de 1983 avec le doublé Mercedes camion-voiture en compagnie de Jacky Ickx et Claude Brasseur. Il est devenu célèbre pour le fameux duel camion avec Jan de Rooy. 
En 1986, il échoue à quelques kilomètres de Dakar, enlisé dans un marécage du nord-Sénégal, et encore secoué par le drame du crash du 14 janvier 1986 de l'hélicoptère de Thierry Sabine, qu’il avait été l'un des premiers à filmer après l'accident,. En décembre de cette même année, alors âgé de 50 ans, il crée le « Team Georges Groine » et Groine Développement, basé à Aubière comme préparateur de voitures de production (firme Mercedes essentiellement) pour les compétitions en rallye-raid, ou en rallye-cross.
Jean-Pierre Strugo, né en 1946, quadruple champion du monde des voitures de Production en rallyes-raids en 1996, 2000, 2001 et 2003, a été l'un des pilotes de ses voitures (sur Mercedes ML 430 V8 4WD), tout comme le vétéran René Metge et Philippe Gache.
Il participe également à l’expédition humanitaire ‘’Sahel 84’’, de Nouadhibou à Agadès ou Objectif Sud en 1989, rallye 100 % camions, de Clermont à la Sierra Leone en longeant les côtes africaines.
L'équipe de Georges Groine assure l'intendance camion de PSA avec Guy Fréquelin et Citroën Sport dans les diverses compétitions de rallye-raid où est engagée la firme durant les années 1990, tout comme elle le fait antérieurement en partie pour Jean Todt et Peugeot Sport, inventant « l'assistance à tiroir » avec trois camions de course se succédant en interventions de dépannage. Avec son aide PSA enchaine les victoires sur le Dakar, le Tunisie, le Maroc et les bajas.
En 2000, le Team Groine assure l’intendance du Rallye Dakar entre le Sénégal et les pyramides d’Égypte. Quand Georges Groine se retire du monde du rallye-raid, il compte 27 participations au Dakar soit en concurrent ou dans l’intendance.

## Palmarès au Rallye-raidParis-Dakar
10 participations, de 1980 à 1993, toujours sur des camions Mercedes, dont les podiums suivants:
| Année | Catégorie | Véhicule             | Équipage (copilote/mécanicien)       | Pos. Camions | Pos. Gén. |
| ----- | --------- | -------------------- | ------------------------------------ | ------------ | --------- |
| 1980  | Camion    | Mercedes LP 913      | Bruno Groine Hugues Larrouzé         | Abd.         |           |
| 1981  | Camion    | Mercedes 1932 AK     | Thierry de Saulieu Bernard Malferiol | 3º           | 42º       |
| 1982  | Camion    | Mercedes U 1700L     | Thierry de Saulieu Bernard Malferiol | 1º           | 19º       |
| 1983  | Camion    | Mercedes 1936 AK     | Thierry de Saulieu Bernard Malferiol | 1º           | 19º       |
| 1984  | Camion    | Mercedes 1936 AK 4x4 | Thierry de Saulieu Christian Léonard | Abd.         |           |
| 1985  | Camion    | Mercedes 1936 AK     | Chantal Nobel Bernard Malferiol      | 5º           | 50º       |
| 1987  | Camion    | Mercedes             | Bernard Malferiol Christian Léonard  | 7º           | 47º       |
| 1988  | Camion    | Mercedes             | Bernard Malferiol Délmas             | 6º           | 65º       |
| 1990  | Camion    | Mercedes             | Salaun De Resende                    |              | 47º       |
| 1993  | Camion    | Mercedes             | Guéguen Guerin                       | 8º           | 24º       |

Son fils Bruno a été son copilote en 1980 — avec Hugues Larrouzé pour mécanicien — lors de la 1re édition de l'épreuve, sur un LP 913 (devenant ensuite son propre pilote en 1981, 1982 et en 1984 où il remporta le Dakar dans sa catégorie Mercedes 300GD).
Chantal Nobel a été sa copilote en 1985, terminant 5e du classement camions.